# HD11948
HD11948 — хімічно пекулярна зоря спектрального класу A5, що має видиму зоряну величину в смузі V приблизно  7,9.
Вона  розташована на відстані близько 847,2 світлових років від Сонця.

## Пекулярний хімічний вміст
Зоряна атмосфера HD11948 має підвищений вміст 
Eu
.